# 위니페소키 호 수수께끼 돌

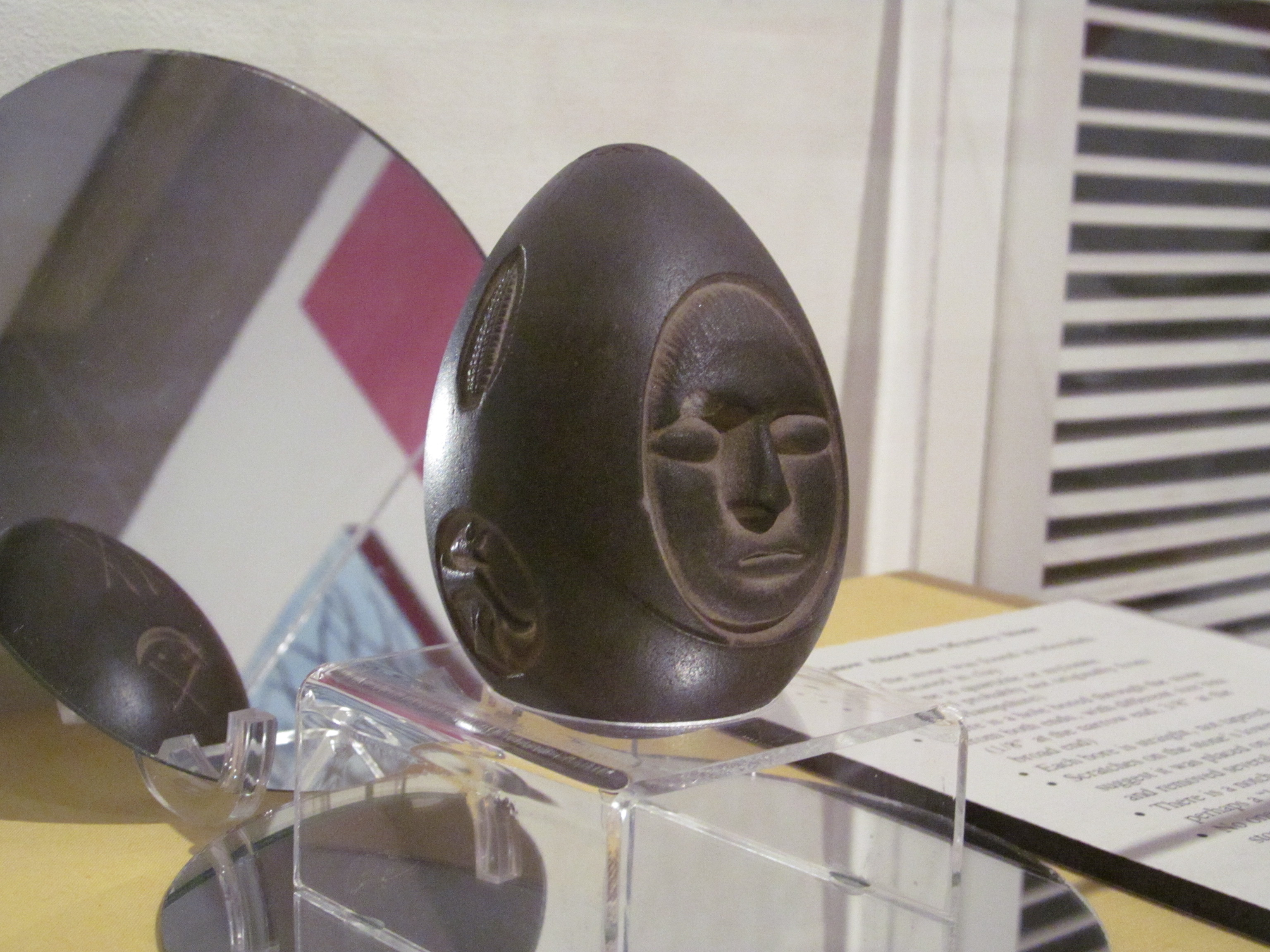
뉴 햄프셔 역사회의 위니페소키 호 수수께끼 돌

위니페소키 호에서 발견된 수수께끼 돌은 말에 따르면 1872년 노동자들이 울타리 위치에 구멍을 파다가 발견한 오파츠라고 주장되는 유물이다. 이는 약 100mm와 64mm 사이 두께의, 어둠과 달걀 모양, 다양한 상징과 관련된, 새겨진 돌이다. 돌의 연대, 목적, 그리고 기원은 알려져 있지 않다. 노동자를 고용한 메레디스 사업가, 세네카 래드가 발견 융자를 받았다. 1892년 래드의 죽음 이후, 돌은 1927년 뉴 햄프셔 역사회에 기부되어 그의 딸 중 하나에 전달되었다. 돌은 뉴 햄프셔 역사 박물관에서 전시중이다.